# 罗田岩石刻
罗田岩石刻位于中国江西省赣州市于都县贡江镇南郊的植林村，1987年被列为第三批江西省文物保护单位，2013年被列为第七批全国重点文物保护单位。
罗田岩，又名善山，位于贡水南岸，距县城约2.5公里，为典型的丹霞地貌景观。罗田岩开发于南北朝时期，至宋时创“华岩禅院”。北宋嘉祐八年（1063年），虔州通判周敦颐游罗田岩，赋《游罗田岩》诗并刻石。此后历代题刻不绝。现存题刻70品，保护较完好的有57品，其中古罗岩寺东悬崖上15品，观善岩28品，寺内12品，寺西1品，山北1品，共300余平方米。石刻的年代，北宋2品、南宋2品、元代1品、明代15品、淸代3品，年代不详者29品，年代最早的位于寺东侧崖壁上，时间为北宋皇祐三年（1051年）。著名的题刻者有周敦颐、岳飞、文天祥、王阳明等。字体有楷、行、草、隶、篆等，其中以楷行为主。